# أنتيبسا
أنتيبسا (الاسم العلمي: Entypesa) هو جنس، في فصيلة نيمسيات.

## أصنوفات
الأصنوفات الأدنى لهذا الكائن:
- كود سباركل
- تحديث القائمة

نوع:Entypesa andohahela 
اسم علمي: Entypesa andohahela

نوع:Entypesa annulipes 
اسم علمي: Entypesa annulipes

نوع:Entypesa nebulosa 
اسم علمي: Entypesa nebulosa

نوع:Entypesa schoutedeni 
اسم علمي: Entypesa schoutedeni